# Euphorbia heterodoxa
Euphorbia heterodoxa es una especie fanerógama perteneciente a la familia de las euforbiáceas. Es endémica de Brasil donde se encuentra en la Caatinga.

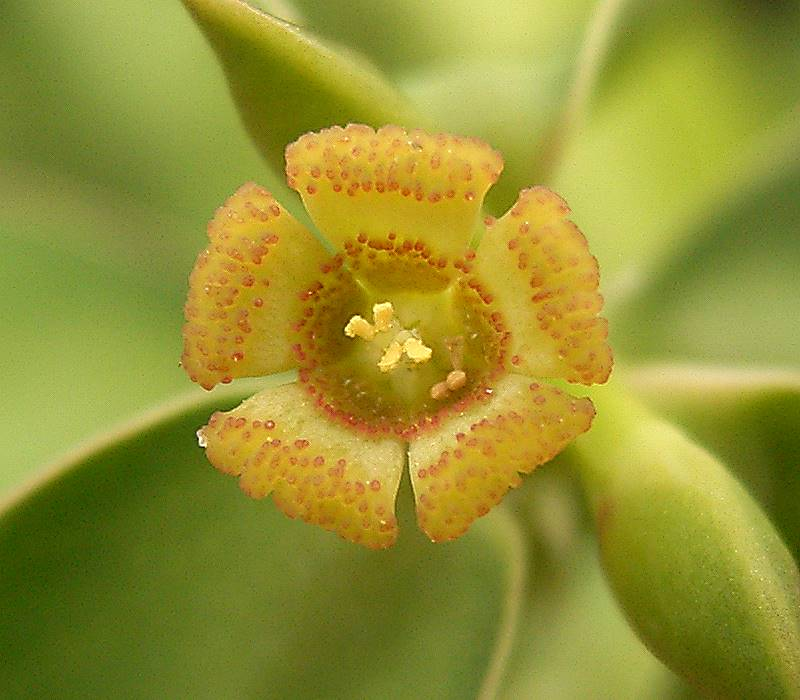
Ciato

## Descripción
Es un pequeño arbusto suculento ramificado.

## Taxonomía
Euphorbia heterodoxa fue descrita por Johannes Müller Argoviensis y publicado en Flora Brasiliensis 11(2): 701. 1874.
Sinonimia
- Euphorbia foliiflua Ule (1908).[2][3]

Etimología
Euphorbia: nombre genérico que deriva del médico griego del rey Juba II de Mauritania (52 a 50 a. C. - 23), Euphorbus, en su honor – o en alusión a su gran vientre –  ya que usaba médicamente Euphorbia resinifera. En 1753 Carlos Linneo asignó el nombre a todo el género.
heterodoxa: epíteto latino que significa "heterodoxa".